# Célula HL-60
La línea celular HL-60 (Human promyelocytic leukemia cells) se ha usado para la investigación en laboratorio para averiguar cómo se forman ciertos tipos de células sanguíneas. Las HL-60 proliferan continuamente en cultivos en suspensión con nutrientes y agentes antibiótico. El tiempo de división es de aproximadamente 36-48 horas. La línea celular se derivó de una mujer de 36 años con leucemia promielocítica aguda en el National Cancer Institute.  Las células HL-60 son predominantemente promielocitos neutrofílicos (precursoras).
La proliferación de células HL-60 ocurre a través de receptores de la transferrina y la insulina, los cuales se expresan en la superficie celular. El requerimiento de insulina y transferrina es absoluto, ya que la proliferación de HL-60 cesa inmediatamente si se elimina cualquiera de estos componentes del medio de cultivo libre de suero. Con esta línea se puede inducir diferenciación espontánea para madurar a granulocitos, a través de compuestos tales como el dimetil sulfóxido (DMSO), o ácido retinoico. Otros compuestos como el 1,25-dihidroxivitamina D3, 12-O-tetradecanoilforbol-13-acetato (TPA) y GM-CSF pueden inducir que las HL-60 se diferencien a fenotipos de monocitos, macrófagos o eosinófilos, respectivamente. 

## Aplicaciones
La línea celular cultivada HL-60 otorga una fuente continua de células humanas para el estudio de eventos moleculares de la diferenciación mieolido y los efectos de los elementos fisiológicos, farmacológicos y virológicos de estos procesos. El modelo celular de las HL-60 se usó para estudiar el efecto de la topoisomerasa de ADN (topo) IIα y IIβ sobre la diferenciación y apoptósis de células y es especialmente útil en estudios de dielectroforesis, los cuales requieren un ambiento acuoso con células suspendidos y redondas. Igualmente, han sido utilizadas para estudiar modelos apoptóticos en las cuales la despolarización mitocondrial depende de aumentos en la concentración del calcio intracelular.